# IC 4248
IC 4248 est une galaxie spirale située dans la constellation de l'Hydre. Sa vitesse par rapport au fond diffus cosmologique est de 4 391 ± 21 km/s, ce qui correspond à une distance de Hubble de 64,8 ± 4,5 Mpc (∼211 millions d'al). Cette galaxie a été découverte par l'astronome américain Royal Harwood Frost en 1904.

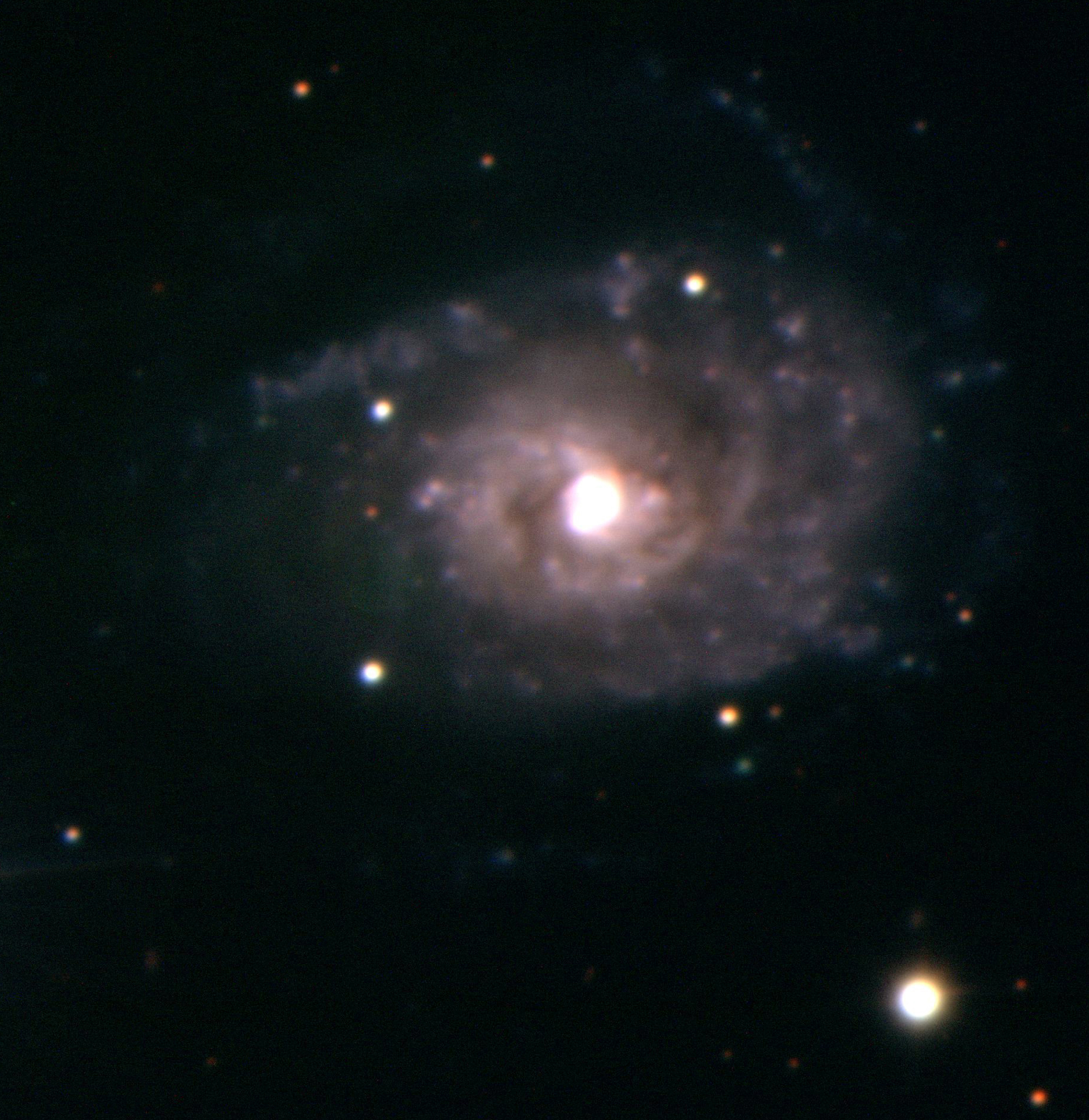
IC 4248 par l'Observatoire européen austral.

IC 4248 présente une large raie HI.

## Groupe de NGC 5152
Selon A. M. Garcia, IC 4248 fait partie du groupe de NGC 5152. Ce groupe de galaxies compte au moins 16 membres, dont NGC 5124, NGC 5135, NGC 5150, NGC 5152, NGC 5153, NGC 5182, IC 4251 et IC 4275.